# Pasikoniszka białobrzucha
Pasikoniszka białobrzucha (Onychomys leucogaster) – gatunek ssaka z podrodziny nowików (Neotominae) w obrębie rodziny chomikowatych (Cricetidae).

## Zasięg występowania
Pasikoniszka białobrzucha występuje w południowo-zachodniej Ameryce Północnej zamieszkując w zależności od podgatunku:
- O. leucogaster leucogaster – od skrajnego południowo-wschodniego Saskatchewan i południowej Manitoby (Kanada) na południe do południowo-wschodniej Dakoty Południowej i skrajnie północno-zachodniej Iowy (Stany Zjednoczone).
- O. leucogaster albescens – ograniczony do miejsca typowego i okolic w skrajnie północnej Chihuahua (Meksyk).
- O. leucogaster arcticeps – od Wyoming i Dakoty Południowej na południe do środkowego Teksasu i południowo-wschodniego Nowego Meksyku (Stany Zjednoczone).
- O. leucogaster breviauritus – od wschodniej Nebraski i północno-zachodniej Iowy na południe do środkowej i południowo-zachodniej Oklahomy (Stany Zjednoczone).
- O. leucogaster brevicaudus – południowo-wschodni Oregon, południowe Idaho, skrajnie południowo-zachodni Wyoming, skrajnie wschodnia Kalifornia i Nevada (Stany Zjednoczone).
- O. leucogaster fuliginosus – północno-zachodnia Arizona (Stany Zjednoczone).
- O. leucogaster fuscogriseus – wschodni Waszyngton, wschodni Oregon, środkowo-zachodnie Idaho, północno-wschodnia Kalifornia i skrajnie północno-zachodnia Nevada (Stany Zjednoczone).
- O. leucogaster longipes – południowo-środkowy Teksas (Stany Zjednoczone) i północno-wschodni Meksyk.
- O. leucogaster melanophrys – środkowe i południowo-zachodnie Utah oraz przylegająca północno-zachodnia Arizona (Stany Zjednoczone).
- O. leucogaster missouriensis – południowa Alberta i południowa Saskatchewan (Kanada) oraz Montana, północny Wyoming, zachodnia Dakota Północna i północno-zachodnia Dakota Południowa (Stany Zjednoczone).
- O. leucogaster pallescens – wschodnie Utah, zachodnie i południowo-środkowe Kolorado, południowo-wschodnia Arizona oraz północno-zachodni i północno-środkowy Nowy Meksyk (Stany Zjednoczone).
- O. leucogaster ruidosae – środkowa i południowo-wschodnia Arizona oraz środkowy i południowo-zachodni Nowy Meksyk (Stany Zjednoczone) oraz skrajnie północno-wschodnia Sonora i skrajnie północno-zachodnia Chihuahua (Meksyk).
- O. leucogaster utahensis – zachodnie Utah (Stany Zjednoczone).

## Taksonomia
Gatunek po raz pierwszy zgodnie z zasadami nazewnictwa binominalnego opisał w 1841 roku niemiecki przyrodnik Maximilian zu Wied-Neuwied nadając mu nazwę Hypudaeus leucogaster. Holotyp pochodził z wioska Mandan w pobliżu Fort Clark, w Hrabstwie Oliver, w Dakocie Północnej, w Stanach Zjednoczonych.
Autorzy Illustrated Checklist of the Mammals of the World rozpoznają trzynaście podgatunków.

### Etymologia
- Onychomys: gr. ονυξ onux, ονυχος onukhos „pazur”; μυς mus, μυος muos „mysz”[22].
- leucogaster: gr. λευκος leukos „biały”; γαστηρ gastēr, γαστρος gastros „brzuch”[23].
- albescens: łac. albescens, albescentis „białawy”, od albescere „stać się białym”, od albere „być białym”, od albus „biały”[24].
- arcticeps: łac. arctus (właściwie artus) „wąski, mały”[25]; -ceps „-głowy”, od caput, capitis „głowa”[26].
- breviauritus: łac. brevis „ucho”[27]; auritus uszaty, od auris „ucho”[28].
- brevicaudus: łac. brevis „krótki”; cauda „ogon”[29].
- fuliginosus: późnołac. fuliginosus „okopcony, pokryty sadzą”, od łac. fuligo, fuliginis „sadza”[30]
- fuscogriseus: łac. fuscus „mroczny, ciemny”[31]; średniowiecznołac. griseum „szary”[32].
- longipes: łac. longipes, longipedis „długonogi”, od longus „długi”; pes, pedis „stopa, noga”, od gr. πους pous, ποδος podos „stopa”[33].
- melanophrys: gr. μελανοφρυς melanophrus, μελανοφρυος melanophruos „czarnobrewy”, od μελας melas, μελανος melanos „czarny”; οφρυς ophrus, οφρυος ophruos „brew”[34].
- missouriensis: rzeka Missouri lub stan Missouri State, Stany Zjednoczone[35].
- pallescens: łac. pallescens, pallescentis „bladego koloru, żółtawy”, od pallescere „blednąć”, od pallere „być bladym”[36].
- ruidosae: Ruidoso, Nowy Meksyk, Stany Zjednoczone[9].
- utahensis: Utah, Stany Zjednoczone[37].

## Morfologia
Długość ciała (bez ogona) 90–128 mm, długość ogona 29–62 mm, długość ucha 12–17 mm, długość tylnej stopy 17–25 mm; masa ciała 30–60 g. 

## Ekologia

### Tryb życia
Pasikoniszka białobrzucha żywi się głównie bezkręgowcami. Jej ofiarą padają przede wszystkim szarańczaki i skorpiony, ale niekiedy uprawia także kanibalizm, polując na przedstawicieli swojego gatunku. Gryzonie te budują gniazda w norach, które same kopią lub też zajmują opuszczone nory innych zwierząt.

### Rozmnażanie
Rozmnażają się na wiosnę i w lecie. Po ciąży trwającej 33 dni samica rodzi od 2 do 6 młodych.